# چشمانشان نظاره‌گر خدا بود (فیلم)
چشمانشان نظاره‌گر خدا بود (به انگلیسی: Their Eyes Were Watching God) تله‌فیلمی محصول سال ۲۰۰۵ و به کارگردانی دارنل مارتین است. در این فیلم بازیگرانی همچون هلی بری، روبن سانتیاگو-هادسون، مایکل ایلی، لورین توسان، روبی دی، ترنس هاوارد، گابریل کاسیوس، کوین دنیلز و وین دووال ایفای نقش کرده‌اند.